# High Voltage Software
Pour les articles homonymes, voir HVS.
High Voltage Software (HVS) est une société de développement de jeux vidéo créée en 1993 située à Hoffman Estates, en banlieue de Chicago dans l'Illinois. Red Eye Studios, une installation de capture de mouvement, est une filiale en propriété exclusive de HVS. High Voltage est notamment connu pour les jeux The Conduit et The Conduit 2 édités par Sega et publiés sur Wii.

## Histoire
Dans des entrevues avec IGN, le chef créatif Eric Nofsinger a commenté sur l'état des graphismes concernant les jeux Wii d'aujourd'hui : « la plupart des jeux sur la Wii sont à chier. Nous voulons changer cela, nous avons investi énormément dans notre technologie sur Wii [...]. La Wii est capable de beaucoup plus de ce que les consommateurs ont vu à ce jour ».
Depuis sa création en 1993, High Voltage Software a donné peu d'interviews, c'est pourquoi le studio est relativement resté dans l'ombre. Mais des efforts ont été faits par High Voltage Software pour mobiliser les médias, comme IGN et Joystiq, autour de leurs titres The Conduit et Animales de la Muerte. Pour aider à renforcer la popularité de leurs jeux, High Voltage a accordé des interviews, des images et des vidéos directement aux points de vente.
Eric Nofsinger a également mentionné l'avocat Jack Thompson dans une récente entrevue. Nofsinger a exprimé sa conviction que Jack Thompson aurait des problèmes avec le contenu d'Animales de la Muerte.
Après avoir licencié trente six employés en janvier 2006, High Voltage Software a indiqué à Gamasutra que la société avait la « bonne taille » en réduisant le nombre de ses salariés de 156 employés à 120. Dans un message de licenciement, Kerry Ganofsky a déclaré « High Voltage a longtemps été l'un des plus grands développeurs de jeux indépendants, mais nous avons atteint une taille où notre objectif de qualité était atteint. Il est impératif d'avoir de bonnes personnes pour s'assurer de faire de bons jeux ».

## Quantum3 engine
Quantum3 engine est un moteur de jeu développé par High Voltage Software. Le moteur lui-même avait été utilisé dans plusieurs ouvrages réalisés par le développeur, mais il a été largement amélioré pour de meilleures performances sur la Wii.

## Jeux développés
| Année | Titre                                                           | Publication                            | Plates-formes                                 | Genre                               | Note globale |
| ----- | --------------------------------------------------------------- | -------------------------------------- | --------------------------------------------- | ----------------------------------- | ------------ |
| 2016  | Damaged Core                                                    | Oculus VR                              | PC                                            | FPS                                 | N/A          |
| 2015  | Mortal Kombat X (avec NetherRealm Studios)                      | Warner Bros. Interactive Entertainment | PC                                            | Combat                              | 76 %         |
| 2015  | Saints Row: Gat out of Hell (avec Deep Silver Volition)         | Deep Silver                            | Xbox One, PS4                                 | Action-aventure                     | 64,50 %,     |
| 2015  | Saints Row IV: Re-Elected (avec Deep Silver Volition)           | Deep Silver                            | Xbox One, PS4                                 | Action-aventure                     | 74 %,        |
| 2014  | The Amazing Spider-Man 2 (avec Beenox)                          | Activision                             | 3DS                                           | Action-aventure                     | N/A          |
| 2013  | Ben 10: Omniverse 2                                             | D3 Publisher                           | Wii U, Wii, PS3, Xbox 360                     | Combat                              | 33 %         |
| 2013  | Injustice: Gods Among Us (avec NetherRealm Studios)             | Warner Bros. Interactive Entertainment | PC, PS4                                       | Combat                              | 80 %         |
| 2013  | Saints Row IV: Enter the Dominatrix (avec Deep Silver Volition) | Deep Silver                            | Xbox One, PS4                                 | Open world                          | /            |
| 2013  | Mortal Kombat (avec NetherRealm Studios)                        | Warner Bros. Interactive Entertainment | PC                                            | Combat                              | 82 %         |
| 2013  | Zoombies: Animales de la Muerte                                 | High Voltage Software                  | iOS                                           | Shoot 'em up                        | 79,67 %      |
| 2013  | Le Vamp                                                         | High Voltage Software                  | iOS                                           | Plates-formes                       | 71,98 %      |
| 2012  | Victorious: Taking the Lead                                     | D3 Publisher                           | Wii                                           | Aventure/Exploration                | N/A          |
| 2012  | Nickelodeon Dance 2                                             | 2K Play                                | Wii, Xbox 360                                 | Rythme                              | 40 %         |
| 2012  | Toy Story Mania!                                                | MicroProse, Disney                     | Xbox 360, PlayStation 3                       | Party game                          | 31 %         |
| 2012  | Zone of the Enders HD Collection                                | Konami                                 | Xbox 360, PlayStation 3                       | Action, Tir à la troisième personne | 77,27 %      |
| 2012  | Kinect Star Wars                                                | LucasArts / Microsoft Studios          | Xbox 360                                      | Action                              | 53,32 %      |
| 2012  | Country Dance All-Stars                                         | GameMill Publishing                    | Xbox 360                                      | Rythme                              | N/A          |
| 2011  | Country Dance 2                                                 | GameMill Publishing                    | Wii                                           | Rythme                              | 60 %         |
| 2011  | Country Dance                                                   | GameMill Publishing                    | Wii                                           | Rythme                              | N/A          |
| 2011  | Nicktoons MLB                                                   | 2K Play                                | Wii, Xbox 360                                 | Sport                               | 65 %         |
| 2011  | Captain America : Super Soldat                                  | Sega                                   | Wii                                           | Action-aventure                     |              |
| 2011  | Conduit 2                                                       | Sega                                   | Wii                                           | First-person shooter                |              |
| 2011  | Nickelodeon Fit                                                 | 2K Play                                | Wii                                           | Fitness                             |              |
| 2010  | Tournament of Legends                                           | Sega                                   | Wii                                           | Jeu de combat                       |              |
| 2010  | Iron Man 2                                                      | Sega                                   | Wii, PSP                                      | Action-aventure                     |              |
| 2009  | Astro Boy: The Video Game                                       | D3 Publisher                           | Wii, PlayStation 2, PSP, DS                   | Action                              |              |
| 2009  | The Conduit                                                     | Sega                                   | Wii                                           | FPS                                 | 72 %         |
| 2009  | Evasive Space                                                   | Akinai Games                           | Wii (WiiWare)                                 | Shoot 'em up                        | 58 %         |
| 2009  | High Voltage Hot Rod Show                                       | HVS                                    | Wii (WiiWare)                                 | Course                              | 69 %         |
| 2008  | Gyrostarr                                                       | HVS                                    | Wii (WiiWare)                                 | Shoot them up                       | 71 %         |
| 2008  | V.I.P. Casino: Blackjack                                        | HVS                                    | Wii (WiiWare)                                 | jeu de casino                       | 43 %         |
| 2008  | Go, Diego, Go!: Safari Rescue                                   | 2k Play                                | Wii, PlayStation 2                            | Aventure                            | 72 %         |
| 2007  | Tom Clancy's Ghost Recon Advanced Warfighter 2                  | Ubisoft                                | PSP                                           | Shooter                             | 63 %         |
| 2007  | Ben 10: Protector of Earth                                      | D3 Publisher                           | Wii, PlayStation 2, PSP                       | Action-aventure                     | 58 %         |
| 2007  | Harvey Birdman: Attorney at Law                                 | Capcom                                 | Wii, PlayStation 2, PSP                       | Visual Novel                        | 62 %         |
| 2007  | America's Army: True Soldiers (avec Red Storm Entertainment)    | Ubisoft                                | Xbox 360                                      | FPS                                 | 44 %         |
| 2006  | The Grim Adventures of Billy & Mandy                            | Midway Games                           | Wii, Nintendo GameCube, PS2, Game Boy Advance | Combat                              | 60 %         |
| 2006  | Family Guy Video Game!                                          | 2K Games, Fox Interactive              | PlayStation 2, Xbox, PSP                      | Jeu d'aventure                      | 50 %         |
| 2006  | Blitz: Overtime                                                 | Midway                                 | PSP                                           | Sports                              | 61 %         |
| 2005  | Codename: Kids Next Door - Operation: V.I.D.E.O.G.A.M.E.        | Global Star Software                   | GameCube, Xbox, PlayStation 2                 | Plates-formes                       | 53 %         |
| 2005  | Call of Duty 2: Big Red One (portage)                           | Activision                             | GameCube                                      | FPS                                 | 79 %         |
| 2005  | 50 Cent: Bulletproof G Unit Edition                             | Vivendi Games                          | PSP                                           | Action                              | 54 %         |
| 2005  | Charlie et la Chocolaterie                                      | Global Star Software                   | PS2, Xbox, PC, GBA, GCN                       | Action-aventure                     | 39 %         |
| 2005  | Zathura                                                         | Take 2                                 | PS2, Xbox                                     | Action-aventure                     | 45 %         |
| 2004  | Leisure Suit Larry: Magna Cum Laude                             | Sierra Entertainment                   | PlayStation 2, PC, Xbox                       | Jeu d'aventure                      | 61 %         |
| 2004  | Duel Masters                                                    | Atari                                  | PlayStation 2                                 | Jeu de cartes à collectionner       | 65 %         |
| 2003  | The Haunted Mansion                                             | TDK Mediactive                         | PlayStation 2 Xbox Gamecube                   | Action-aventure                     | 69 %         |
| 2003  | NBA Inside Drive 2004                                           | Microsoft                              | Xbox                                          | Sports                              | 75 %         |
| 2003  | Hunter: The Reckoning: Redeemer                                 | Interplay                              | Xbox                                          | Action, Hack and slash              | 73 %         |
| 2003  | Hunter: The Reckoning: Wayward                                  | Interplay                              | PlayStation 2                                 | Action, Hack and slash              | 68 %         |
| 2002  | Hunter: The Reckoning                                           | Interplay                              | Xbox, GameCube                                | Action, Hack and slash              | 72 %         |
| 2002  | Disney's Stitch: Experiment 626                                 | Disney Interactive                     | PlayStation 2                                 | Action                              | 63 %         |
| 2002  | NBA Inside Drive 2002                                           | Microsoft                              |                                               | Sports                              | 78 %         |
| 2002  | Monster Jam: Maximum Destruction                                | Ubisoft                                | PC                                            | Jeu de combat motorisé              | N/A          |
| 2002  | Baldur's Gate: Dark Alliance (portage)                          | Interplay                              | GameCube                                      | RPG                                 | 79 %         |
| 2000  | NFL Quarterback Club 2001                                       | Acclaim                                | Dreamcast, N64                                | Jeu vidéo de sport                  | N/A          |
| 2000  | All-Star Baseball 2001 (avec KnowWonder)                        | Acclaim                                | N64                                           | Jeu vidéo de sport                  | 85 %         |
| 2000  | Ground Control: Dark Conspiracy (avec Massive Entertainment)    | Sierra Studios                         | PC                                            | Real-time tactics                   | 81 %         |
| 2000  | NBA Inside Drive 2000                                           | Microsoft                              | Xbox                                          | Sports                              | N/A          |
| 1999  | Lego Racers                                                     | Lego Media                             | PSX, N64, PC                                  | Jeu vidéo de course                 | 66 %         |
| 1999  | Paperboy                                                        | Midway                                 | N64                                           | Action                              | 67 %         |
| 1997  | NCAA Final Four '97                                             | Mindscape                              | PSX, PC                                       | Sports                              | 46 %         |
| 1997  | World League Basketball                                         | Mindscape                              | PSX, PC                                       | Sports                              | N/A          |
| 1996  | Tempest X3                                                      | Interplay                              | PSX                                           | Arcade                              | 63 %         |
| 1996  | Tempest 2000                                                    | Interplay                              | Sega Saturn, Macintosh                        | Arcade                              | 78 %         |
| 1996  | NBA Hang Time                                                   | Midway                                 | PC                                            |                                     | 57 %         |
| 1996  | Fight For Life                                                  | Atari                                  | Atari Jaguar                                  |                                     | N/A          |
| 1996  | NBA Jam: Tournament Edition                                     | Midway                                 | Atari Jaguar                                  |                                     | 69 %         |
| 1996  | NHL Open Ice                                                    | Midway                                 | PC                                            | Sports                              | N/A          |
| 1995  | Vid Grid                                                        | Jasmine                                | Atari Jaguar, Macintosh                       |                                     | N/A          |
| 1995  | Star Trek: Starfleet Academy                                    | Interplay                              | Sega 32X                                      |                                     | N/A          |
| 1995  | Ruiner Pinball                                                  | Atari                                  | Atari Jaguar                                  |                                     | 40 %         |
| 1995  | White Men Can't Jump                                            | Atari                                  | Atari Jaguar                                  |                                     | 50 %         |